# Andrzej Kubica
Andrzej Kubica (* 7. Juli 1972 in Będzin, Polen) ist ein ehemaliger polnischer Fußballspieler.

## Vereinskarriere
Andrzej Kubica kann getrost als Wandervogel bezeichnet werden. Der Pole spielte in seiner Profikarriere bei dreizehn verschiedenen Vereinen in sechs Ländern. Richtig lange spielte er jedoch bei keinem Verein. 

## Erfolge
- Französischer Pokalsieger (1997)
- Israelischer Torschützenkönig (1999)

| Personendaten    | Personendaten             |
| ---------------- | ------------------------- |
| NAME             | Kubica, Andrzej           |
| KURZBESCHREIBUNG | polnischer Fußballspieler |
| GEBURTSDATUM     | 7. Juli 1972              |
| GEBURTSORT       | Będzin, Polen             |